# Autoroute 410 (Québec)
Pour les articles homonymes, voir Autoroute 410.
L'autoroute 410 (A-410) est une autoroute urbaine québécoise desservant l'ouest et le sud de la ville de Sherbrooke, alors que sa sœur, l'A-610 dessert le nord et l'est de la ville. Elle relie l'A-10 / A-55 à la route 108 sur une longueur de près de 17 kilomètres.
Malgré le fait que le segment principal de l'autoroute a une orientation nord-sud, les directions affichées sur les signalisations sont est-ouest (comme l'indique le numéral pair).
La section la plus achalandée de l'A-410 est celle située entre son extrémité ouest et le boulevard de Portland. Elle affiche un débit journalier moyen annuel (DJMA) de 46 000 véhicules en 2018.

## Historique
L'A-410 fut ouverte à la circulation en 1971, elle possédait alors une seule chaussée. La seconde chaussée fut mise en service dix ans plus tard, en 1981. En février 2008, l'autoroute fut nommée Autoroute Jacques-O'Bready en l'honneur d'un ancien maire de la ville de Sherbrooke.
Le Ministère des Transports du Québec a rallongé l’autoroute jusqu’à la route 108 dans l'arrondissement Lennoxville dans le sud-est de la ville sur distance 17 kilomètres. Ceci a permis de contourner le centre-ville et d'ainsi, y retirer une partie du trafic de transit en direction de sud et de l'est.
Le 3 septembre 2009, on inaugure une première bretelle du futur prolongement, soit une partie de l'échangeur de la sortie 6 - Boulevard de l'Université. Le 9 novembre 2011 est inauguré le viaduc de la future sortie 12 sur laquelle passe maintenant la route 108 / route 143 et qui inclut un réaménagement total de la portion de la route adjacente, entre autres avec le déplacement du pont traversant la rivière Massawippi un peu plus en aval. Le tronçon reliant la sortie 6 à la sortie 7 - Chemin de Sainte-Catherine / Rue Dunant / Sainte-Catherine-de-Hatley a été ouvert à la circulation le 20 novembre 2012. Le reste de l'aménagement de la sortie 7, incluant les voies de services menant à la rue Dunant sont inaugurés le 30 novembre, un retard d'un mois dû à une mauvaise conception des poutrelles du viaduc Dunant.
Le segment entre la sortie 7 (Chemin Sainte-Catherine) et les sorties 8 (Rue Dunant) et 10 (Rue Belvédère Sud) a été ouvert le 21 novembre 2014.
La portion restante du volet 1, soit jusqu'à la sortie 13 à Lennoxville, était au départ prévue pour les Jeux du Canada, à l'été 2013, puis a été repoussé à la fin de 2013 par voie de communiqué à l'été 2012. Le 13 novembre 2012, lors d'une conférence de presse, le ministre de la santé et responsable de l'Estrie, Réjean Hébert, a laissé entendre que l'évènement serait repoussé à la fin de 2015 pour des raisons budgétaires, provoquant la colère de certains élus et citoyens de l'arrondissement de Lennoxville. Le gouvernement du Parti québécois a alors répliqué que l'échéancier révisé était connu du gouvernement précédent depuis décembre 2011, qu'il l'aurait ainsi caché à la population depuis ce temps. L'inauguration du volet 2 et donc de l'autoroute sur sa totalité fut du même coup repoussée de 2015 à 2020,,,.
Les travaux de la phase II débutèrent finalement le 11 juin 2018, par l'ajustement du tracé de la route 108 entre les chemins Spring et Glenday.
| Kilomètre   | Kilomètre        | Année | Notes                                                                |
| ----------- | ---------------- | ----- | -------------------------------------------------------------------- |
| 1 à 4       | Une chaussée     | 1971  | De A-10 / A-55 à R-112 Rue King Ouest                                |
| 1 à 4       | Seconde chaussée | 1981  | De A-10 / A-55 à R-112 Rue King Ouest                                |
| 4 à 5,4     | Une chaussée     | 1978  | De R-112 Rue King Ouest au Boulevard de l'Université                 |
| 4 à 5,4     | Seconde Chaussée | 1981  | De R-112 Rue King Ouest au Boulevard de l'Université                 |
| 5,4 à 6,9   |                  | 2012  | Du Boulevard de l'Université à la R-216 (Chemin de Sainte-Catherine) |
| 6,9 à 9,8   |                  | 2014  | De la R-216 (Chemin de Sainte-Catherine) à la rue Belvédère sud      |
| 9,8 à 13,3  |                  | 2015  | De la rue Belvédère sud à la R-108 OUEST / R-143 (rue Queen)         |
| 13,3 à 17,0 |                  | 2020  | De la R-108 OUEST / R-143 (Rue Queen) à la R-108 EST (Rue College)   |

## Liste des sorties
| Municipalité                              | Arrondissement | km    | Sortie | Destinations                                                                        | Notes                                                        |
| ----------------------------------------- | -------------- | ----- | ------ | ----------------------------------------------------------------------------------- | ------------------------------------------------------------ |
| Sherbrooke                                | Les Nations    | 0,00  | —      | A-10 / A-55 – Montréal, Drummondville, Québec                                       | Sortie 140 de l'A-10 / A-55                                  |
| Sherbrooke                                | Les Nations    | 0,00  | 1      | Boulevard de Monseigneur-Fortier                                                    | Sortie direction nord seulement                              |
| Sherbrooke                                | Les Nations    | 1,70  | 2      | R-220 / Boulevard de Portland                                                       | R-220 indiqué en direction ouest seulement                   |
| Sherbrooke                                | Les Nations    | 3,50  | 4      | R-112 (Boulevard Bourque) / Rue King Ouest – Sherbrooke (Centre-ville), Rock Forest |                                                              |
| Sherbrooke                                | Les Nations    | 5,40  | 6      | Boulevard de l'Université                                                           |                                                              |
| Sherbrooke                                | Les Nations    | 6,90  | 7      | R-216 (Chemin de Sainte-Catherine) / Rue Dunant – Sainte-Catherine-de-Hatley        |                                                              |
| Memphrémagog                              | Hatley         | 9,80  | 10     | Rue Belvédère Sud                                                                   |                                                              |
| Sherbrooke                                | Lennoxville    | 12,90 | 13     | R-108 ouest / R-143 (Rue Queen) – Coaticook, Stanstead                              | Terminus ouest du multiplex avec la R‑108                    |
| Sherbrooke                                | Lennoxville    | 16,40 | 16     | Chemin Glenday                                                                      | Sortie direction ouest, entrée direction est                 |
| Sherbrooke                                | Lennoxville    | 16,70 | —      | R-108 est – Cookshire-Eaton                                                         | Carrefour giratoire; terminus est du multiplex avec la R-108 |
| - Terminus de multiplex - Accès incomplet |                |       |        |                                                                                     |                                                              |